# Однольков
Однольков (укр. Однольків) — село,
Щуровский сельский совет,
Ичнянский район,
Черниговская область,
Украина.
Код КОАТУУ — 7421789005. Население по переписи 2001 года составляло 47 человек .

## Географическое положение
Расположено на реке Смош и её притоке Гмырянка (Городня). Ниже по течению на расстоянии в 2,5 км расположено село Ряшки (Прилукский район),
на противоположном берегу — село Щуровка.

## История
- 1715 год — дата основания.
- Хутор был приписан к Николаевской церкви[2][3] в Щуровке
- Есть на карте 1826-1840 годов[4]
- В 1862 году на хуторе козачем Однольков быдо 23 двора где проживало  135 человек (68мужского и 67 женского пола).[5]